# Мальгашская ночная акула
Чернопёрая рифовая акула, или мальга́шская ночна́я аку́ла (лат. Carcharhinus melanopterus) — вид рода серых акул одноимённого семейства отряда кархаринообразных. Эти акулы обитают в тропических водах на коралловых рифах в Индийском и Тихом океанах на глубине до 75 м, хотя они предпочитают держаться на мелководье. Их легко опознать по характерному удлинённому телу и чёрным отметинам на кончиках спинных и хвостового плавников. Максимальная зарегистрированная длина 1,6 м.
У мальгашских ночных акул ограничен индивидуальный участок обитания. Эти активные хищники охотятся на костистых рыб, головоногих и ракообразных. Иногда их добычей становятся морские змеи и птицы. Подобно прочим серым акулам, мальгашские ночные акулы размножаются живорождением, в помёте до 5 новорождённых. В целом эти робкие акулы не представляют опасности для человека. Их мясо используют в пищу, однако они не представляют существенного интереса для коммерческого рыбного промысла.

## Таксономия и филогенез
Французские натуралисты Жан-Рене-Констан Куа и Жозеф-Поль Гемар впервые описали мальгашскую ночную акулу в ходе исследовательского путешествия на корвете «Урания». В 1824 году их записки были опубликованы в отчёте об этом кругосветном путешествии, написанном Луи де Фрейсине. Лейкотипом был назначен самец длиной 59 см, пойманный в ходе экспедиции в водах Индонезии у берегов острова Вайгео. Видовой эпитет происходит от слов др.-греч. μελανος — «чёрный» и греч. πτερόν — «крыло» и ссылается на чёрные кончики спинных и хвостового плавников, характерные для этого вида.
Более поздние исследователи отнесли вид к роду серых акул; в 1965 году Международная комиссия по зоологической номенклатуре назначила его типовым видом рода. В ранней литературе научное название этой акулы было ошибочно присвоено виду Carcharhinus spallanzani, позднее признанному синонимом Carcharhinus sorrah.
Подобно прочим членам рода серых акул, филогенетическая позиция мальгашской ночной акулы остаётся до конца не определённой. На основании морфологии Джек Гэррик в 1982 году предположил, что самым близкородственным видом является пугливая акула. Проведя в 1988 году морфологический анализ, Леонард Компаньо сделал предположение о том, что существует близкая связь не только с пугливой акулой, но и ещё с четырьмя видами, однако их взаимоотношения так и не было точно установлены. Проведённый в 1998 году аллозимный анализ принёс неоднозначные результаты, так как было обнаружено, что мальгашская ночная акула образует политомию с десятью видами рода серых акул.

## Ареал
Мальгашские ночные акулы обитают в прибрежных районах тропической и субтропической зоны Индийского и Тихого океанов. После открытия Суэцкого канала акулы проникли и адаптировались в Средиземном море. В Индийском океане они встречаются от ЮАР до Красного моря, включая воды Мадагаскара, Маврикия и Сейшельских островов. На востоке их ареал простирается вдоль Индийского субконтинента до Юго-Восточной Азии, включая Шри-Ланку, Андаманские острова и Мальдивы. В Тихом океане они распространены от южного побережья Китая, Филиппин и Индонезии до севера Австралии, Новой Каледонии и многочисленных островов (Маршалловы острова, Острова Гилберта, Острова Общества, Гавайи и Туамоту). Несмотря на информацию в публичных источниках, нет подтверждённых данных, свидетельствующих о присутствии этого вида в водах Японии, а японские образцы, скорее всего, прибыли из Тайваня.

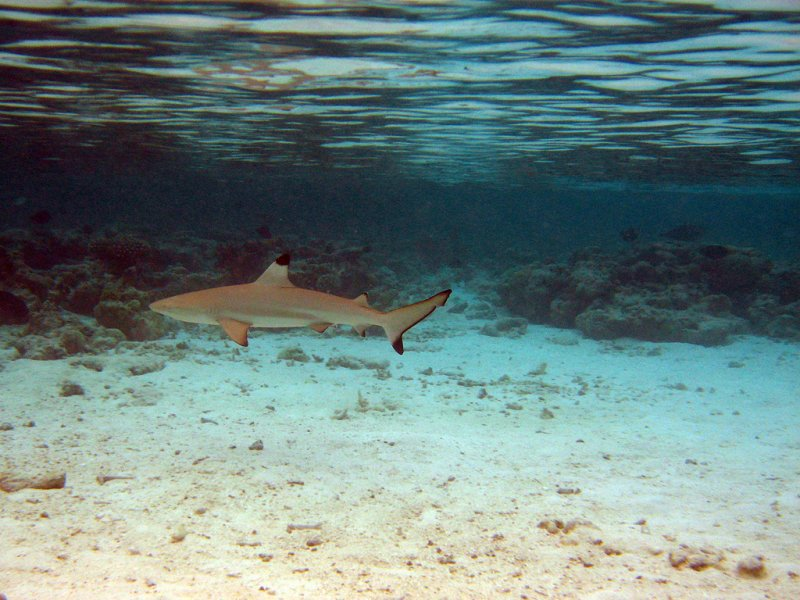
Мальгашские ночные акулы предпочитают держаться на мелководье

Они предпочитают мелководье, не боятся заходить на рифовые платформы. В то же время, этот вид был отмечен на глубине до 75 м. Иногда можно наблюдать, как эти акулы патрулируют риф, выставив над водой спинной плавник. Молодые акулы держатся на небольшой глубине, тогда как взрослые встречаются на обрывах у края рифа. Мальгашские ночные акулы попадаются в солоноватых водах эстуариев рек и в озёрах Мадагаскара, а также в пресноводных водоёмах Малайзии, хотя они не столь терпимы к пониженной солёности по сравнению с акулой-быком. На Альдабре во время отлива они скапливаются в каналах между рифовыми платформами, а когда наступает прилив, заплывают в мангровые заросли. По некоторым данным, мальгашские ночные акулы, обитающие в северном и южном пиках своего ареала, совершают миграции.

## Описание
У мальгашских ночных акул характерное для серых акул торпедообразное, обтекаемое тело. Рыло короткое, широкое и закруглённое. Овальные довольно крупные глаза вытянуты по горизонтали. Ноздри обрамлены спереди кожными складками, образующими сосковидные лопасти. Симфизальные зубы отсутствуют. Во рту с каждой стороны челюстей имеются по 11—13 верхних и 10—12 нижних зубных рядов. Верхние зубы имеют форму треугольника, их края зазубрены, постав от вертикального до наклонного. Нижние зубы похожи на верхние, однако зубчики по краям у них тоньше. По сравнению с зубами самок зубы взрослых самцов изогнуты сильнее.
Крупные грудные плавники имеют форму в виде изогнутого узкого серпа и сужаются к кончикам. Длина их переднего края составляет 17—19 % от общей длины тела. Первый спинной плавник тоже значительного размера, его свободных задний кончик образует изгиб в виде буквы «S», основание расположено позади свободных кончиков грудных плавников. Второй спинной плавник меньше первого, он расположен напротив анального плавника. Его высота составляет 3,4—4,1 % от общей длины тела. Длина внутреннего края равна 0,8—1,1 % от высоты. Гребень между спинными плавниками отсутствует.
Окраска дорсальной поверхности серо-коричневого цвета, брюхо белое. Концы плавников у акулы — первого спинного, нижней лопасти хвоста и, иногда, грудных — отчётливо чёрные. Длина редко превышает 1,6 м, максимальная зарегистрированная длина 1,8 м, по некоторым данным 2 м. Максимальный зарегистрированный вес 13,6 кг.

## Биология

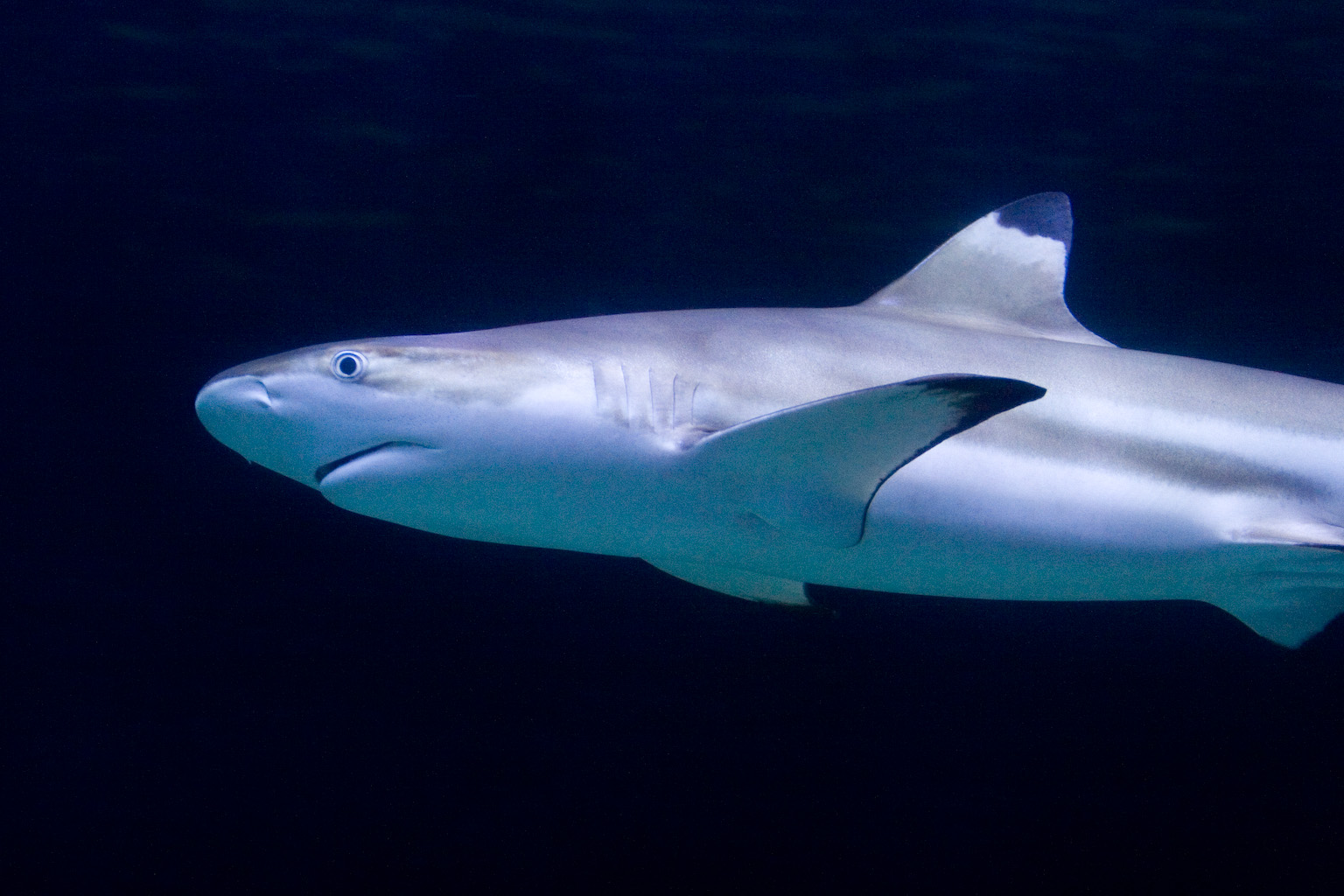
Под чёрным кончиком первого спинного плавника мальгашских ночных акул имеется характерная светлая полоска

Наряду с рифовыми и темнопёрыми серыми акулами мальгашские ночные акулы являются самыми многочисленными акулами, обитающими на коралловых рифах индо-тихоокеанской области. Мальгашские ночные акулы предпочитают держаться на мелководье, тогда как два других вида населяют более глубокие воды. Стремительные и активные мальгашские ночные акулы встречаются как поодиночке, так и небольшими группами, изредка они собираются в крупные стаи. В целом неполовозрелые и взрослые акулы не разделяются по половому признаку. У некоторых особей наблюдается привязанность к индивидуальному участку обитания, который они не покидают в течение нескольких лет.
Исследования путём мечения акул, проведённые на атолле Пальмира в центральной части Тихого океана, показали, что площадь индивидуального участка обитания мальгашских ночных акул приблизительно равная 0,55 км², и является наименьшей среди всех видов акул. Размер и расположение участка в течение суток не меняются. От 3 до 17 % всей площади занимают излюбленные места охоты, непропорционально занимаемые постоянно живущими на участке акулами. Бо́льшую часть времени мальгашские ночные акулы плавают взад-вперёд вдоль края рифа, предпринимая периодические вылазки на песчаные пустоши. Ночью с приливом средняя скорость движения снижается, возможно, из-за притока прохладной воды, снижающего их метаболизм, или же вслед за замедлением движения рыб, на которых они охотятся. Мальгашские ночные акулы, живущие в водах Альдабры, в целом более подвижны по сравнению акулами, обитающими в атолле Пальмира, и преодолевают за 7 часов более 2,5 км.
Мальгашские ночные акулы, особенно мелкие особи, могут стать добычей крупных рыб, таких как груперы, тёмнопёрые серые акулы, тигровые акулы и крупные сородичи. На атолле Пальмира они избегают столкновения с тигровыми акулами, держась подальше от центральных, более глубоких лагун. На мальгашских ночных акулах паразитируют ленточные черви Anthobothrium lesteri, Nybelinia queenslandensis, Otobothrium alexanderi, и Platybothrium jondoeorum, слизистые споровики рода Unicapsula и моногенеи Dermophthirius melanopteri. Был зарегистрирован случай инфекционного заболевания геморрагической септицемией с летальным исходом, вызванной бактерией ''Aeromonas salmonicida''.

### Питание
Зачастую мальгашские ночные акулы являются преобладающими хищниками в своей экосистеме и играют ведущую роль в формировании структуры синэкологии. Их рацион в основном состоит из костистых рыб, включая кефалей, груперов, ворчунов (Pomadasys), каранксов (Caranx), мохарровых (Gerreidae), губанов, хирурговых и силлаговых (Sillaginidae). В Индийском океане группы мальгашских ночных акул преследуют вдоль берега стаи кефалей, что облегчает им охоту. Кроме того, они поедают кальмаров, осьминогов, креветок, каракатиц, а также падаль и мелких акул и скатов. У северного побережья Австралии этот вид акул охотится на морских змей, включая бородавчатых змей Acrochordus granulatus,  Hydrelaps darwiniensis, ластохвостов и ластохвостых змей. Акулы, обитающие в атолле Пальмира, нападают на птенцов морских птиц, упавших из гнезда в воду. В желудке мальгашских ночных акул обнаруживают также водоросли, кораллы, гидроидных, крыс, мшанок и камни.
Исследователи, работавшие на атолле Эниветок, обнаружили, что мальгашских ночных акул привлекает плеск или звук, издаваемый при ударе металла о твёрдый предмет под водой, а также запах как раненой, так и целой рыбы. Как и у большинства акул, у мальгашских ночных акул в сетчатке нет колбочек, поэтому они плохо различают цвета и мелкие детали. Их зрение адаптировано распознавать малейшие движения и контраст в условиях плохой освещённости, чему способствует наличие отражающего свет тапетума. Эксперименты показали, что эти акулы способны засечь небольшие объекты на расстоянии 1,5—3 м, но не могут чётко различить их форму. Кроме того, мальгашские ночные акулы обнаруживают добычу с помощью электрорецепции: их ампулы Лоренцини обладают чувствительностью около 4 нановольт/см в диапазоне 25 см. У них хорошо развито обоняние — они реагируют на экстракт рыбы, разведённой в воде в пропорции 1:10 млрд. Подобно темнопёрым рифовым акулам, в присутствии сородичей они смелеют и приходят в возбуждение, а в экстремальной ситуации могут впасть в пищевое безумие. Этот вид акул более активен в ночное время.

### Жизненный цикл
Подобно прочим представителям семейства серых акул, мальгашские ночные акулы размножаются путём живорождения, хотя между популяциями наблюдаются существенные различия жизненного цикла. У акул, обитающих у северного побережья Австралии, воспроизводство имеет годичный цикл, спаривание происходит с января по февраль, тогда как у в водах Муреа брачный сезон длится с ноября по март. У побережья Альдабры цикл воспроизводства длится два года, вероятно, высокая межвидовая конкуренция за добычу ограничивает способность самок ежегодно вынашивать потомство. Ранние отчёты о мальгашских ночных акулах, обитающих в Индийском океане (1978), у берегов Мадагаскара (1961) и в Красном море (1964), свидетельствовали о том, что цикл воспроизводства у них был двухгодичный, сезон размножения длился с июня по июль и с декабря по январь. Если говорить точнее, укороченный цикл воспроизводства у этого вида может быть связан с повышенной температурой воды.

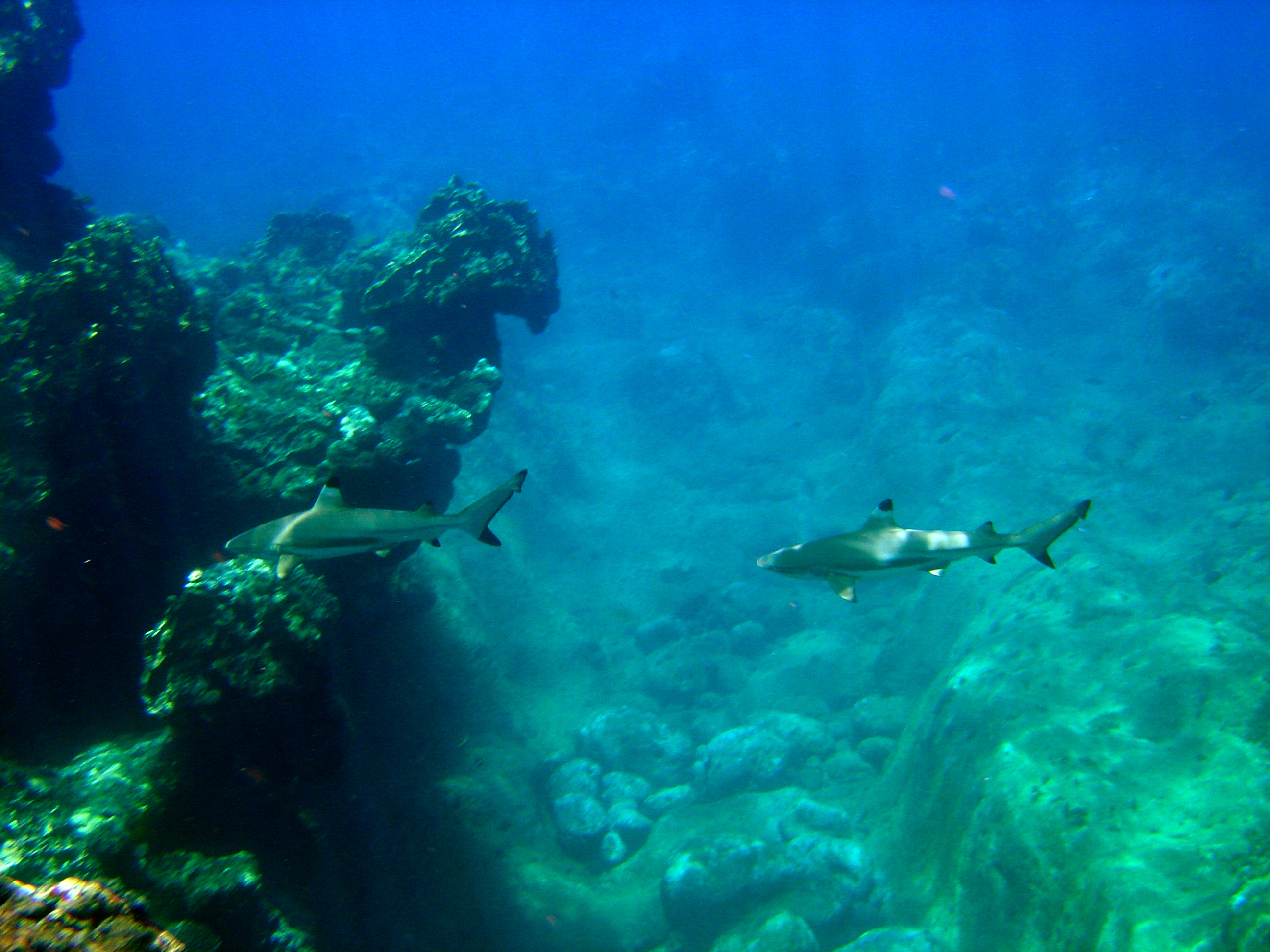
Прелюдия перед совокуплением

Будучи готовой к спариванию, самка мальгашской ночной акулы начинает, опустив голову, плавать у дна по синусоидной траектории. Наблюдения в дикой природе дают основание предположить, что самки испускают химические сигналы, которые позволяют самцам их засечь. После обнаружения готовой самки самец приближается к ней приблизительно на расстояние 15 см и начинает следовать за ней, устремив рыло по направлению к её клоаке. В процессе ухаживания самец может укусить самку в жаберную область или за грудные плавники, нанесённые им раны заживают через 4—6 недель. После завершения стадии преследования самец толкает самку и поворачивает её на бок, так чтобы её голова оказалась напротив дна, а хвост приподнялся, и вставляет один из птеригоподий в клоаку. Совокупление длится несколько минут, затем акулы разъединяются и продолжают вести себя как обычно. В водах Муреа некоторые взрослые самки спариваются и приносят потомство в одно и то же время каждый год с небольшим отклонением в несколько недель, тогда как у молодых акул такого постоянства не наблюдается. Кроме того, они чаще беременеют после совокупления.
В Индийском и океане и у тихоокеанских островов беременность длится 10—11 месяцев и 7—9 месяцев у северного побережья Австралии. Ранее продолжительность беременности оценивалась в 16 месяцев, хотя обоснованность этих данных неоднократно оспаривалась. У самок имеется один функциональный яичник, расположенный справа, и два функциональных яйцевода, разделённые на камеры, содержащие по одному эмбриону. Только что отложенные яйца, заключённые в капсулу, имеют размер 3,9х2,6 см. После вылупления на первой стадии развития эмбрионы питаются желтком, содержащимся в желточном мешке. Спустя два месяца длина эмбрионов достигает 4 см, у них уже хорошо развиты внешние жабры. На четвёртом месяце желточный мешок начинает трансформироваться в плацентарное соединение, которое прикрепляется к стенке матки. К этому времени у эмбрионов кончики плавников приобретают характерную чёрную окантовку. Пятимесячные эмбрионы имеют длину 24 см, внешние жабры исчезают, плацента полностью сформирована. Питание желтком сохраняется до седьмого месяца беременности.

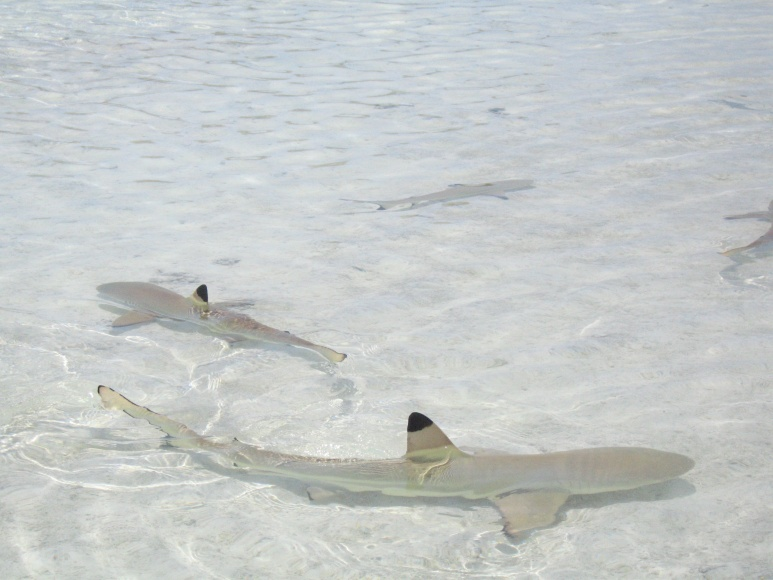
Молодые мальгашские ночные акулы, плавающие на мелководье

Роды происходят с сентября по ноябрь. В качестве природных питомников самки используют мелководье внутри рифов. В Индийском океане и у северного побережья Австралии длина новорождённых составляет 40—50 см, тогда как в водах тихоокеанских островов самая маленькая свободно плавающая мальгашская ночная акула имела длину около 33 см. В помёте 2—5 новорождённых (обычно 4), численность в помёте не коррелирует с размером самки. Молодые мальгашские ночные акулы образуют обычно большие группы у берега на мелководье с песчаным дном или в мангровых зарослях, где вода едва покрывает их спину. Во время прилива они могут заплывать на затапливаемые коралловые плато. Сначала они растут быстро, прибавляя в среднем по 23 см в год за первые два года жизни. Подростки и взрослые акулы вырастают в год в среднем на 5 см. Самцы и самки данной акулы достигают половой зрелости при длине 95 см и 97 см (северное побережье Австралии) и 105 см и 110 см (Альдабра).

## Взаимодействие с человеком

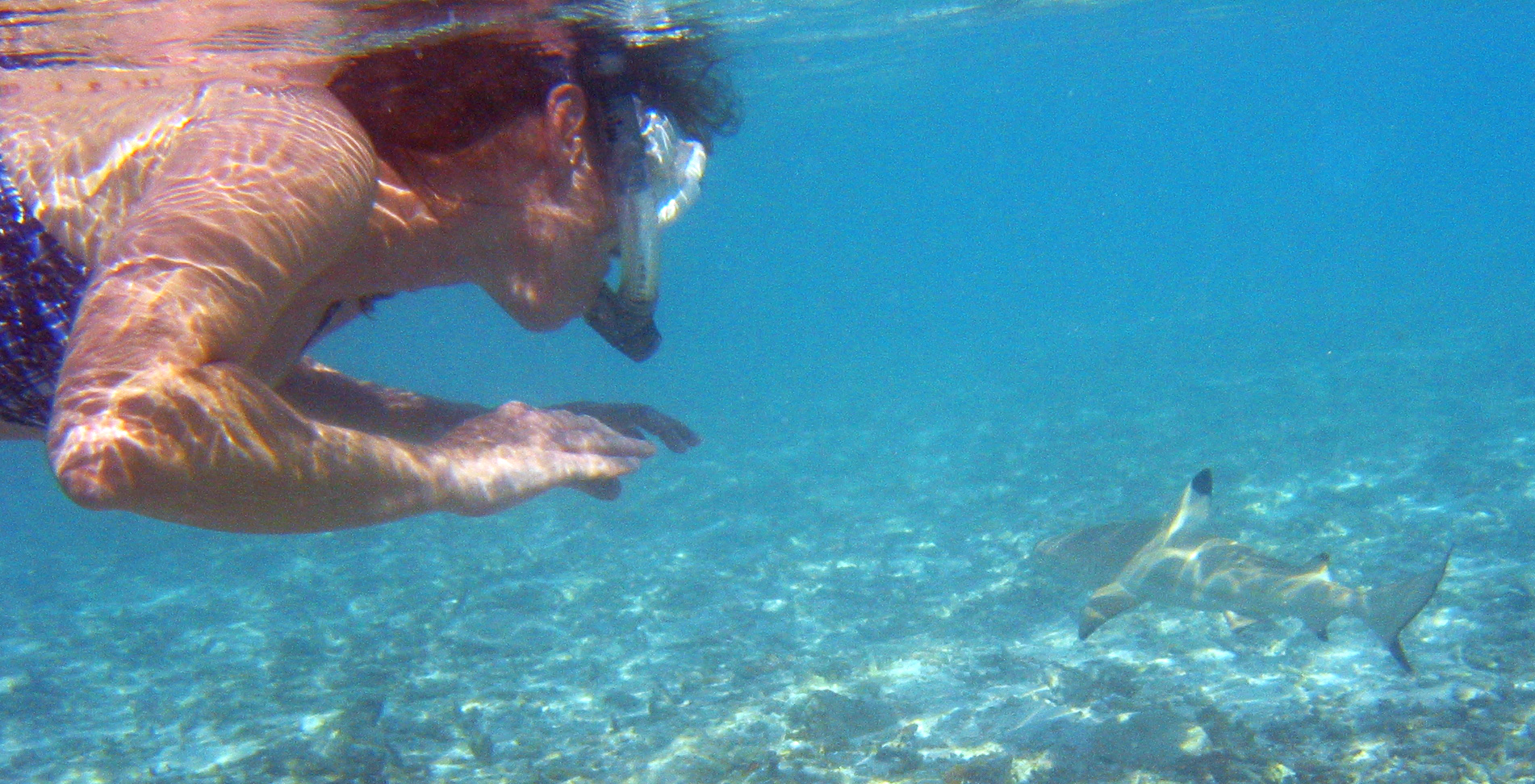
Мальгашские ночные акулы в целом не опасны для человека

Обычно мальгашские ночные акулы ведут себя довольно робко и уплывают при появлении человека. Однако известны случаи нападения акул данного вида на людей, но со смертельным исходом инцидентов отмечено не было. В присутствии раненой рыбы (например, на подводной охоте) легко приходит в возбуждение и может укусить дайвера. Отмечены также случаи, когда акула кусала слишком назойливых пловцов. До 2013 года было зафиксировано 11 неспровоцированных атак, приписываемых этому виду акул. Чаще всего акулы кусают людей за ноги, спутав их со своей естественной добычей, и не наносят тяжёлых повреждений. На Маршалловых островах местные жители избегают укусов, предпочитая преодолевать мелководье вплавь, а не вброд.
Эти акулы регулярно попадают в рыболовные сети в прибрежных водах Таиланда и Индии. Этот вид не представляет интереса для коммерческого рыболовства. Мясо используют в пищу, в продажу оно поступает в свежем, замороженном, вяленом и копчёном виде. Международный союз охраны природы присвоил этому виду статус сохранности «Близкий к уязвимому положению». Несмотря на повсеместное распространение, численность некоторых локальных популяций снижается из-за перелова. У мальгашских ночных акул медленный цикл воспроизводства. Этот вид акул часто содержат в аквариумах зоопарков и океанариумах.